# ポーリーヌ・オーズー
ポーリーヌ・オーズー（Pauline Auzou）として知られているジャンヌ・マリー・カテリーヌ・オーズー（Jeanne Marie Catherine  Auzou、結婚前の姓はデマルケ: Desmarquets、1775年3月24日 - 1835年5月15日）は、フランスの画家、版画家である。風俗画や、肖像画、同時代の歴史的な出来事が題材の絵画を描いた。

## 略歴
パリで生まれた。女性画家も多く教えた歴史画家のジャン＝バプティスト・ルニョーの学生の一人となった。同時期にルニョーに絵を学んだ女性画家にはソフィー・ギルマール（Sophie Guillemard）や ウジェニー・デルポルト（Eugénie Delaporte）、カロリーヌ・ドゥリニー（Caroline Derigny）、アンリエット・ロリミエ（Henriette Lorimier）らがいる。フランス革命の後、パリのサロンが王立絵画彫刻アカデミーの会員以外の芸術家の出展も認められるようになっていた1893年に初めてサロンに出展し 、その年の暮、商人のシャルル＝マリー・オーズー（Charles-Marie Auzou）と結婚し、愛称のポーリーヌと夫の姓とでポーリーヌ・オーズーとして活動した。
初期の作品では、肖像画やギリシャの歴史や神話を題材にした作品を多く描き、1790年代後半から1800年代のはじめには、日常生活の中の女性や子供たちを題材とした。1800年以降は、ドミニク・アングルの影響がみられるとされる。この時期の代表作は1804年に描かれた『初めてのおめかしの気分（Le premier sentiment de la coquetterie）』があり、母親のドレスやアクセサリーをつけて鏡を見る少女を描いている。1806年にパリのサロンで一等のメダルを受賞した。1808年に最高芸術家メダル（medaille de première classe）を授与された。
帝政時代のフランス政府などから注文を受けて、同時代の歴史的な出来事を題材にした作品も描いた。その中には1810年にフランス皇帝ナポレオン1世と結婚式を挙げたマリア・ルイーザのコンピエーニュ到着を祝う人々を描いた作品があり、1914年にフランスに帰国したシャルル10世を描いた作品もオーズー作と推定されている。
1817年までパリのサロンに出展を続けた。若い女性のための美術学校を20年ほど運営した。版画も制作し、版画集『Têtes d'études』パリの出版社Didotから出版された。
1835年にパリで亡くなった。

## 作品

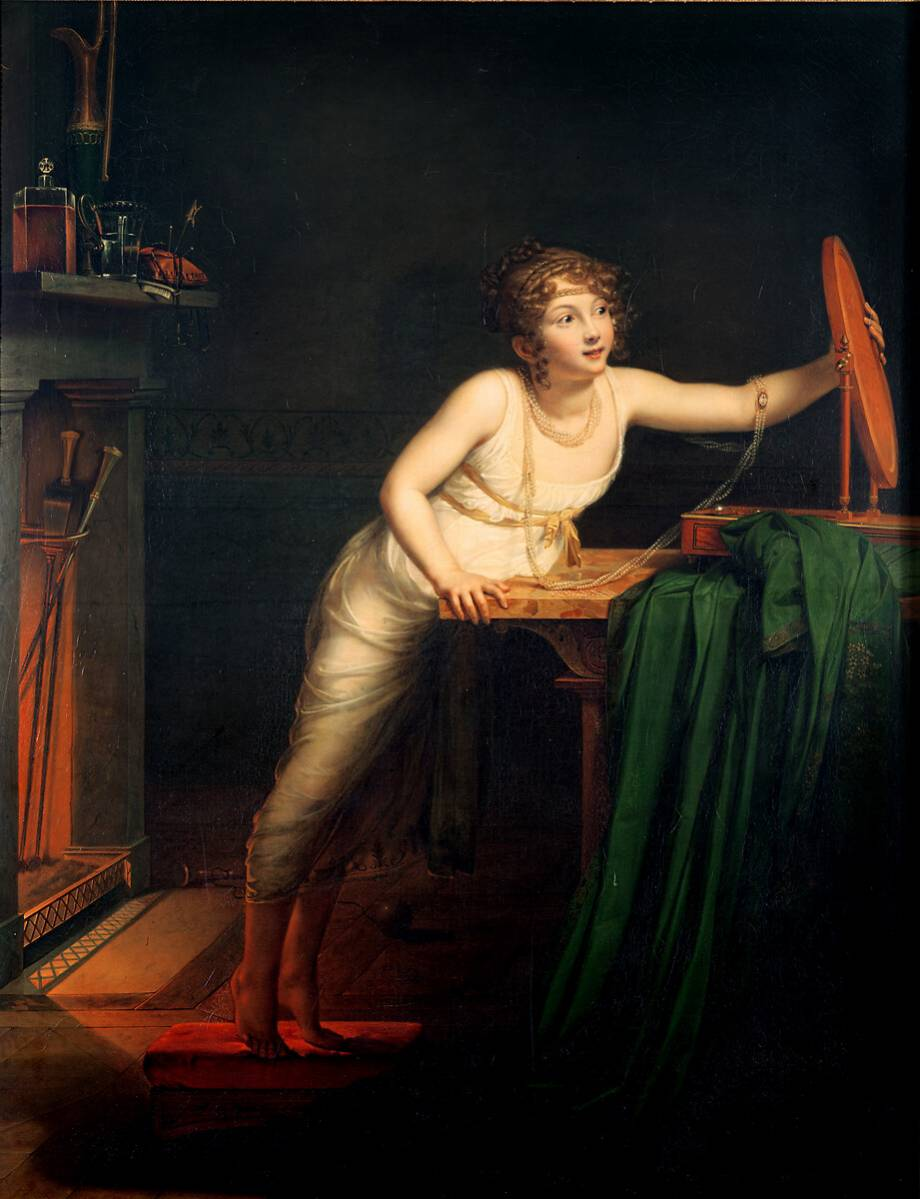
『初めてのおめかしの気分』(1804) 個人蔵
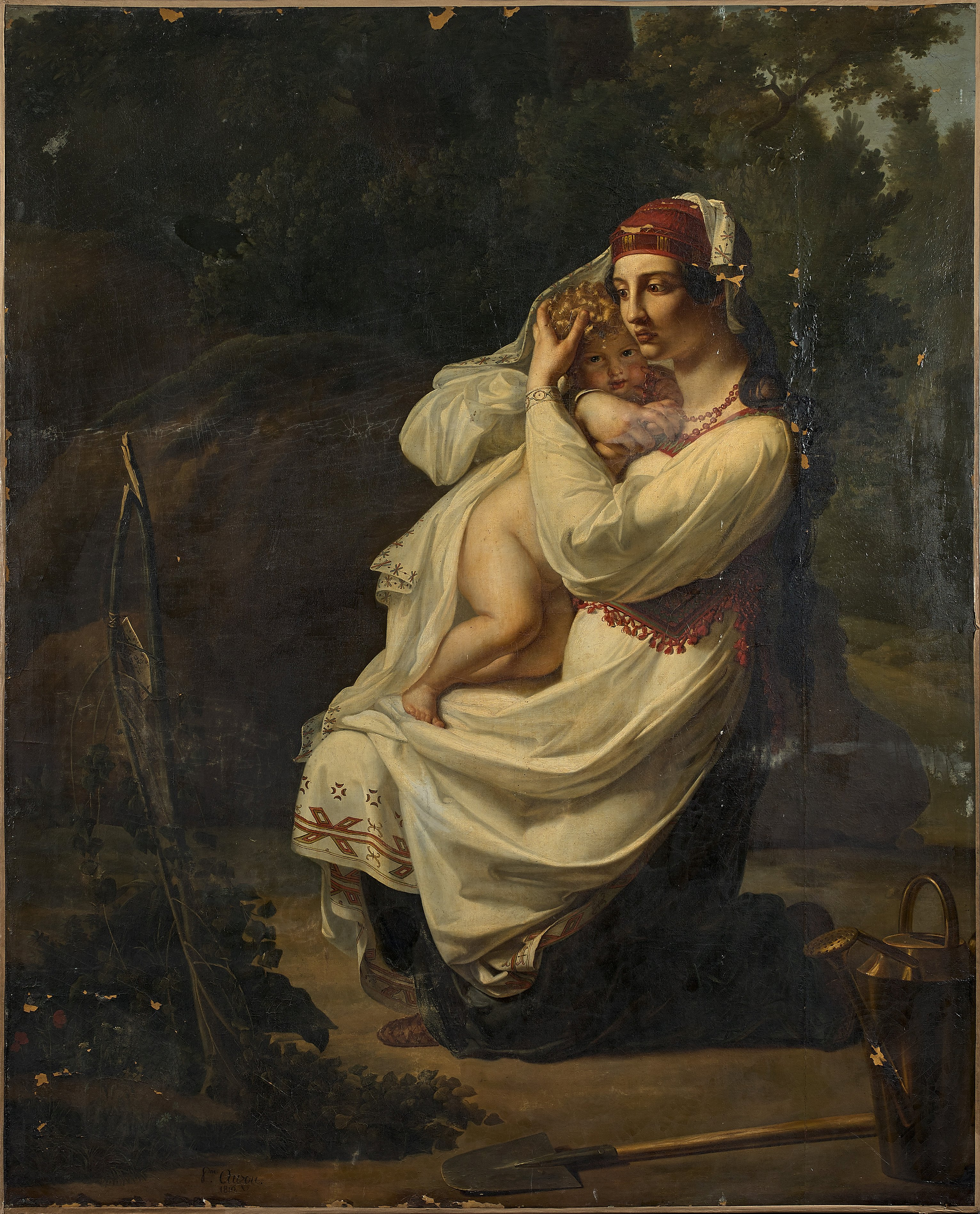
民族衣装の女性と子供
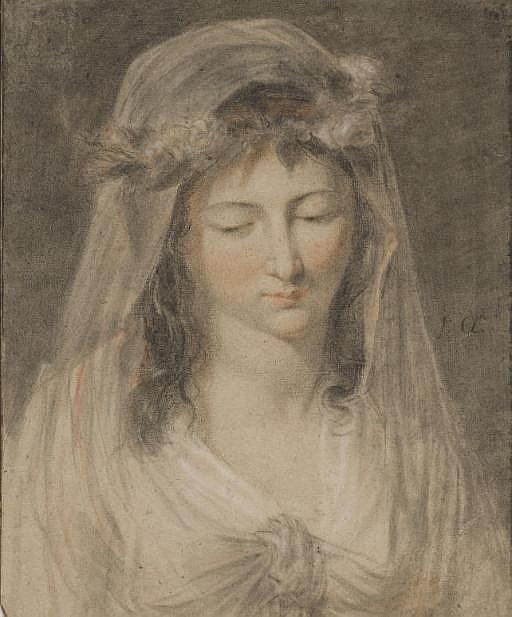
素描作品「ウェスタの処女」
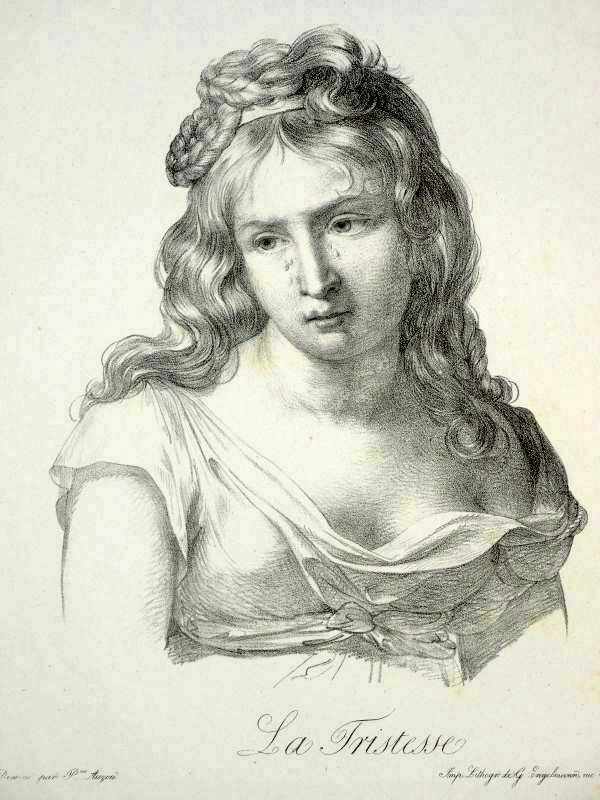
版画作品「Tristesse（悲しみ）」

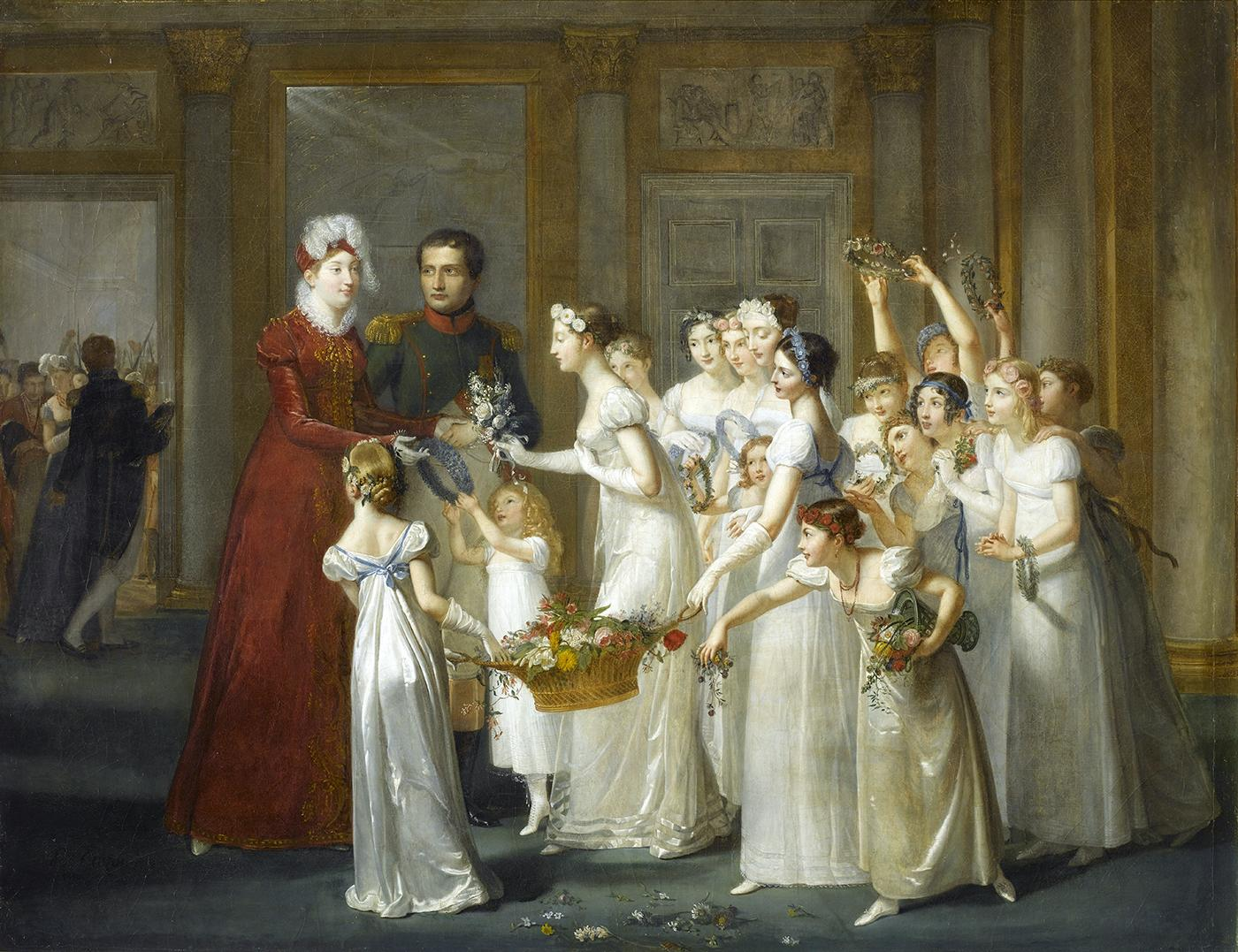
マリア・ルイーザのコンピエーニュ到着 (1810) ヴェルサイユ宮殿
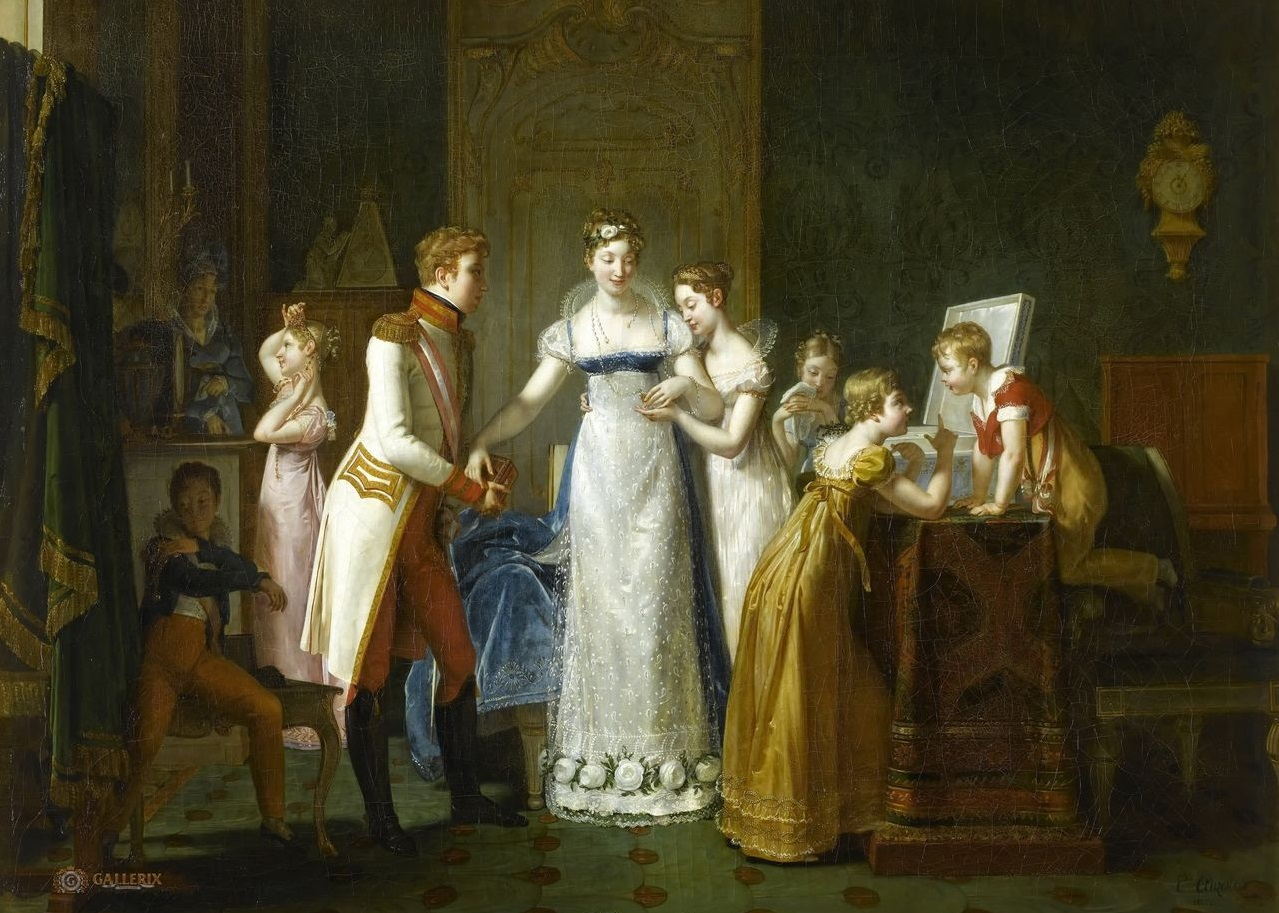
家族に別れを告げるマリア・ルイーザ(1812) ヴェルサイユ宮殿
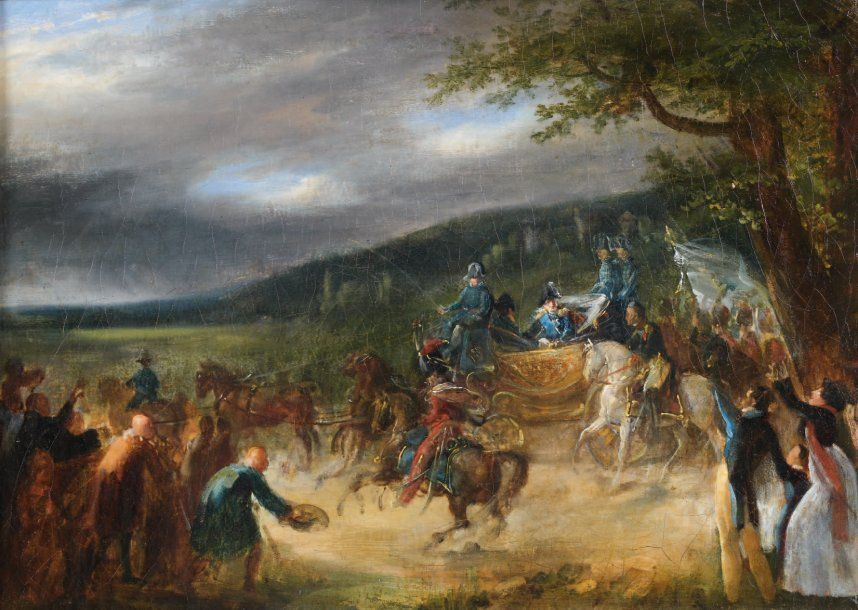
オーズー作とされる「シャルル10世のフランス帰還」